# Aoqi
Aoqi (kinesiska: 敖其, 敖其镇) är en köping i Kina. Den ligger i provinsen Heilongjiang, i den nordöstra delen av landet, omkring 290 kilometer nordost om provinshuvudstaden Harbin. Antalet invånare är 15 257. Befolkningen består av 7 540 kvinnor och 7 717 män. Barn under 15 år utgör 11,0 %, vuxna 15-64 år 81 %, och äldre över 65 år 6,0 %.
Runt Aoqi är det ganska tätbefolkat, med 80 invånare per kvadratkilometer. Närmaste större samhälle är Jiamusi, 18,1 km öster om Aoqi. Trakten runt Aoqi består till största delen av jordbruksmark.
Genomsnittlig årsnederbörd är 857 millimeter. Den regnigaste månaden är juli, med i genomsnitt 190 mm nederbörd, och den torraste är januari, med 6 mm nederbörd.